# Инторсура Бузаулуј (Ковасна)
Инторсура Бузаулуј (рум. Întorsura Buzăului) насеље је у Румунији у округу Ковасна у општини Инторсура Бузаулуј. Oпштина се налази на надморској висини од 763 m.

## Историја
Према државном шематизму православног клира Угарске 1846. године у месту "Бодзафордуласа" живело је 44 православне породице, са придодатим филијалним - 50 из Бодзе. Православни парох је био поп Георгије Њаговић.

## Становништво
Према подацима из 2002. године у насељу је живело 6637 становника.

### Попис2002.
| Расподела становништва по националности 2002.‍ | Расподела становништва по националности 2002.‍ | Расподела становништва по националности 2002.‍ | Расподела становништва по националности 2002.‍ | Расподела становништва по националности 2002.‍ |
| --------------------------------------------- | --------------------------------------------- | --------------------------------------------- | --------------------------------------------- | --------------------------------------------- |
|                                               |                                               |                                               |                                               |                                               |
| Румуни                                        | Румуни                                        |                                               | 6.567                                         | 99,0%                                         |
| Мађари                                        | Мађари                                        |                                               | 54                                            | 0,8%                                          |
| Роми                                          | Роми                                          |                                               | 15                                            | 0,2%                                          |